# Амадео Ортега
Амадео Ортега (датум рођења непознат — 17. октобра 1983) био је парагвајски фудбалски нападач који је играо за Парагвај на Светском првенству у фудбалу 1930. Играо је и за Клуб Ривер Плејт (Асунсијон).